# Basra
För andra betydelser, se Basra (olika betydelser).
Basra (arabiska: البصرة, al-Baṣrah, kurdiska: بەسڕە, Besra) är en stad i sydöstra Irak belägen vid floden Shatt al-Arab, nära gränsen mot Iran. Den är Iraks främsta hamnstad och är administrativ huvudort för provinsen Basra. Det finns inga aktuella officiella uppgifter över stadens folkmängd, men det distrikt som hör till staden hade en uppskattad folkmängd av 1 175 868 invånare 2009, på en yta av 1 085 km².

## Historia
Basra grundades omkring år 637 på den plats där karavanvägarna från Syrien och Najd nådde vattenvägarna på Eufrat, Tigris och Persiska viken. Staden växte fort och hade redan i slutet av 600-talet 200 000 innevånare. Även om Basra främst var en handelsstad blev den även en kulturstad, särskilt under det abbasidiska kalifatet och kom att kallas "Orientens Aten". Basra som även kom att bli en politisk centralpunkt drogs vid kalifatets fall in i partistrider och plundrades bland annat av den shiamuslimska grupperingen karmaterna år 923. Efter mongolinvasionen 1258 förföll stadens kanalsystem och staden måste flyttas längre nedåt Shatt al-Arab. Staden erövrades 1534 av turkarna, blev självständig på 1600-talet men återtogs efter en kortare tids persiskt beroende 1779 av Osmanska riket, där den fram till första världskrigets slut var huvudstad i ett vilajetet med samma namn. 22 november 1914 besattes Basra av britterna och vid freden i Versailles tillföll Basra det nya landet Irak.
Under Iran–Irak-kriget 1980–1988 skadades Basras industrianläggningar svårt, och från 1980 hölls hamnen delvis stängd. Efter Kuwaitkriget drabbades staden på nytt av stor förstörelse i samband med konflikter mellan stadens främst shiitiska befolkning och regeringstrupper.

## Händelser
- 655 äge Kamelslaget rum vid Basra.

## Demografi
I Basra är den stora majoriteten av befolkningen etniska araber av stammarna Adnani eller Qahtani. Stammarna som finns i Basra inkluderar Bani Malik, Al-shwelat, Suwa'id, Al-bo Mohammed, Al-Badr, Al-Ubadi, Ruba'ah Sayyid-stammar (ättlingar till den islamiske profeten Muhammed) och andra stammar av Träskaraber.
Det bor även Feyli-kurder i den östra delen av staden, områdena är främst bosatta av shiitisk-kurdiska överklassfamiljer och borgare sedan mitten av sextonhundratalet. Området innehåller en hög koncentration av Basras arkitektoniska arv från ottomanska och brittiska mandattiden. Feylierna i Basra var främst kända för sin allians och samarbete med det brittiska imperiet under kolonialtiden. Feylierna var för ett brittiskt styre i Irak och Kuwait. 
Förutom araberna finns det också en gemenskap av afro-irakiska folk, känd som Zanj. Zanj är en afrikansk muslimsk etnisk grupp som bor i Irak och är en blandning av afrikanska folk som togs från kustområdet i dagens Kenya som slavar på 900-talet. Det finns cirka 200 000 afro-irakier i Irak.

## Religion
Basra är en shiadominerad stad, där den gamla Akhbari-shiismen successivt övertogs av Usuli-shiismen. Den sunnimuslimska befolkningen är liten och minskar i andel eftersom fler shiamuslimer flyttar till Basra för jobb eller välfärdsmöjligheter. Satellitstaden Az Zubayr i riktning mot Kuwait hade en sunnimuslimsk majoritet, men den växande befolkningen i Basra har spillt över till Zubayr, och förvandlat den till en förlängning av Basra med en liten shia-majoritet.